# Wenger
Wenger – szwajcarskie przedsiębiorstwo z siedzibą w Delémont w kantonie Jura, zajmujące się produkcją noży. Znane jest przede wszystkim jako jeden z dwóch oficjalnych dostawców szwajcarskich noży oficerskich (obok przedsiębiorstwa Victorinox, które przejęło firmę Wenger wiosną 2005 roku).

## Historia
W roku 1883 firma Paul Boechat & Co, mieszcząca się w Delémont w Szwajcarii (ówcześnie we francuskojęzycznej części kantonu Berno, obecnie stolica kantonu Jura), otrzymała kontrakt na dostawę noży dla Armii Szwajcarskiej. W 1898 Theodore Wenger został zatrudniony jako kierownik firmy, a następnie zmienił jej nazwę na Wenger & David.
W roku 1908 Armia Szwajcarska podzieliła kontrakt na dostawę noży pomiędzy dwie firmy, mieszczącego się na obszarze niemieckojęzycznym Victorinoxa oraz Wengera z siedzibą na obszarze  francuskojęzycznym. Władze tłumaczyły to potrzebą równouprawnienia obu części Szwajcarii, jednak nieoficjalnie chodziło o doprowadzenie do rywalizacji między firmami, mającej zaowocować jak najwyższą jakością wyrobów.
W roku 1988 firma zaczęła również produkować zegarki.